# Brincken (westfälisches Adelsgeschlecht)

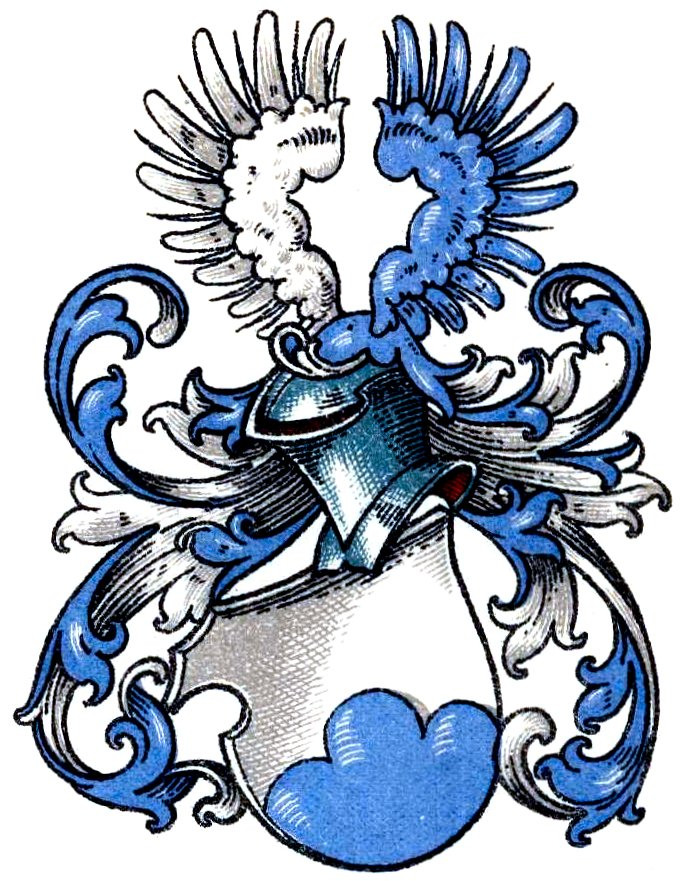
Wappen derer von dem Brincken

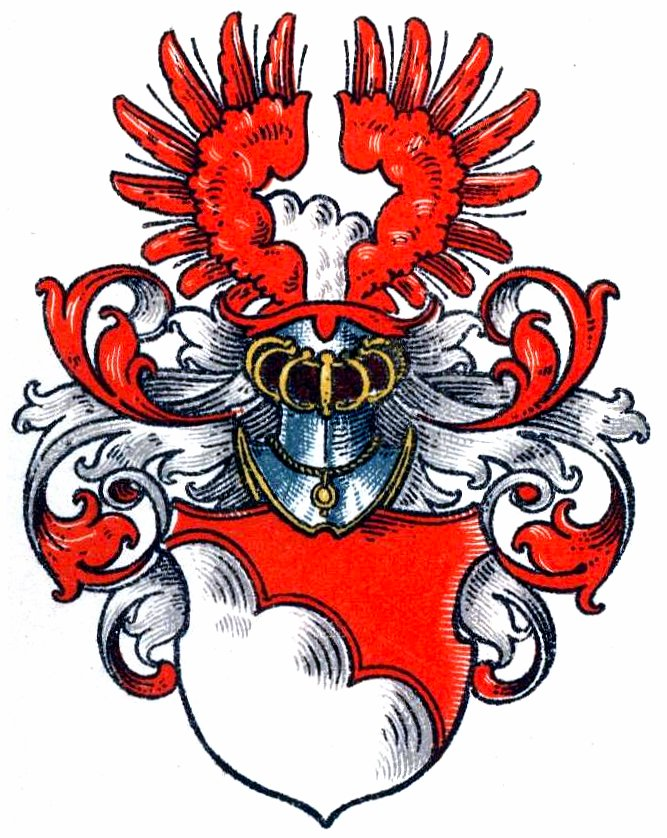
Wappen derer von dem Brincke zu Haus Brincke, Borgholzhausen

Die Herren von dem Brincken (auch: von dem Brincke, von Brincken, von Brinck, van Brink o. ä.) waren ein westfälisches Adelsgeschlecht, das später auch in Hessen zu finden war.
Die Familie ist von dem aus Westfalen stammenden, baltischen Adelsgeschlecht derer von den Brincken zu unterscheiden, auch wenn Zedlitz-Neukirch eine Verbindung zwischen den Geschlechtern zieht.

## Geschichte
Das Geschlecht stammt ursprünglich von einem gleichnamigen Stammhaus bei Hamm, das die Familie schon im 13. Jahrhundert besaß.
In Dortmund war die Familie Teil des Patriziats. 1582 war Wilhelm von dem Brink Senator zu Dortmund. Ferner besaß das Geschlecht im 13. Jahrhundert Brink (Halle), 1590–1616 Einhausen (Brakel), 1670 Nierhoven (Hamm).
Ein Teil der Familie war auch im Osnabrückschen ansässig, u. a. bis in das 15. Jahrhundert auf Haus Brincke bei Borgholzhausen.
Im 17. und 18. Jahrhundert ist die Familie auch im Lippeschen und Schauenburgschen sowie in Hessen zu finden. Im Lippeschen und Schauenburgschen saß die Familie 1625 zu Brandenburg, 1625–1698 zu Bückeburg, 1580–1777 zu Iggenhausen, 1625 zu Lappenhof, 1625–1772 zu Schnackenburg und 1625 zu Stadthagen. In Hessen besaß die Familie 1665–1765 Wommen bei Sontra sowie 1630 Hausbreitenbach, Groß-Burschla und Weißendiez. Johann van Brink, Doktor der Rechte und Senator der Reichsstadt Dortmund (Ratsverwandter des adeligen Rats), war verehelicht mit Christina von Dörpers. Der gemeinsame Sohn Wilhelm van Brink (1586–1644) war von 1612 bis 1621 Prinzenerzieher in Darmstadt und folgte in das Amt des Superintendenten zu Alsfeld. Er heiratete 1621 Elisabet Viëtor, eine Enkelin des Johannes Angelus. Deren Sohn Johann Samuel van Brink war Pfarrer zu Sprendlingen und stiftete in der St. Walpurgiskirche zu Alsfeld eine Gedenktafel.
Albrecht Eberhard von dem Brinck(en) zu Lauchröden ist 1758 als hessen-kasselscher Kammerjunker bekundet. Er ließ 1739 bis 1744 die barocke Dorfkirche in Wommen erbauen.
Die Familie erlosch mit Freiherr Arthur von dem Brinck im Jahr 1826.

## Wappen
- Blasonierung des Stammwappens: In Silber ein blauer Dreiberg. Auf dem Helm ein silberner und ein blauer Flügel. Die Helmdecken sind blau-silbern.[2]
- Wappen der Linie Schloss Brincke zu Borgholzhausen: In Rot ein schrägrechter silberner Dreiberg. Derselbe wiederholt sich auf dem Helm zwischen einem offenen, roten Flug. Die Helmdecken sind rot-silbern.[2]

Weitere Darstellungen der Wappen

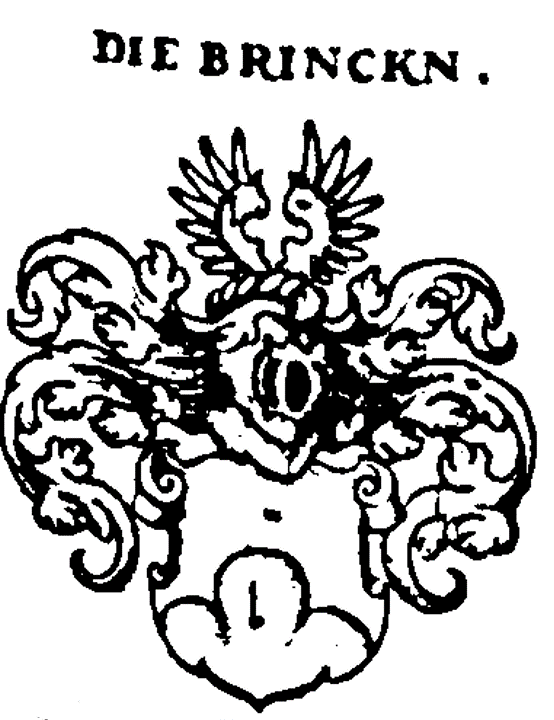
Wappen derer von dem Brincken bei Siebmacher
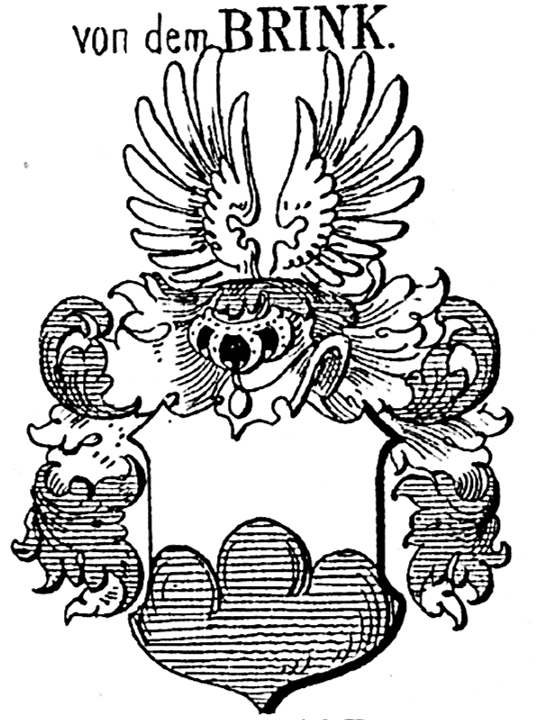
Wappen derer von dem Brink
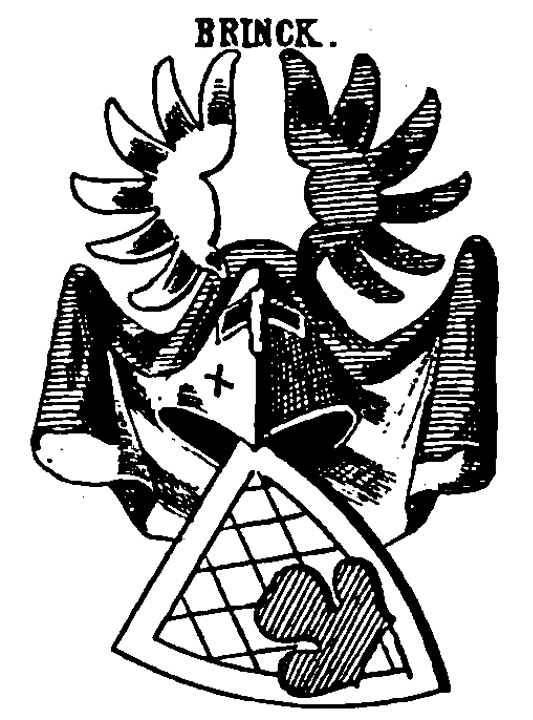
Wappen derer von Brinck
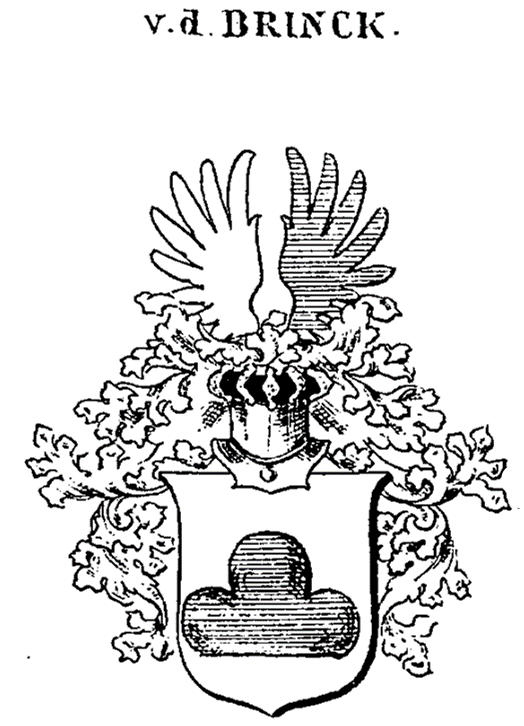
Wappen derer von dem Brinck in Hessen
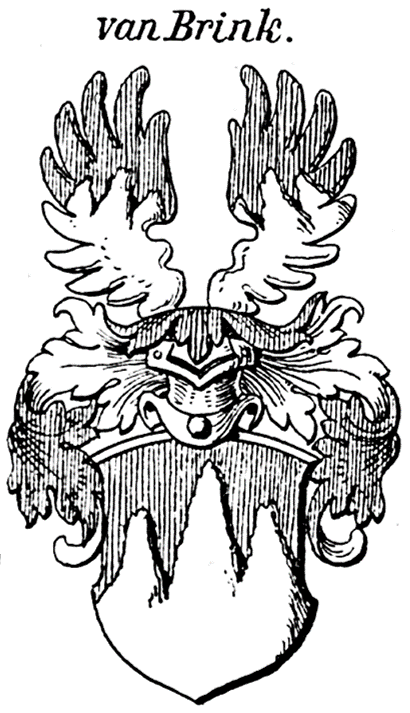
Wappen derer van Brink in Alsfeld (Hessen)